# لا سيغويرا دي هازا
بلدية لا سيغويرا دي هازا (بالإسبانية: La Sequera de Haza)‏, هي إحدى بلديات مقاطعة برغش, التي تقع في منطقة قشتالة وليون, والتي تقع في شمال غرب إسبانيا.
يبلغ عدد سكانها 59 نسمة وفقاً لإحصائية سنة (2002).